# Elio Gómez Grillo
Elio Gómez Grillo (Maracaibo, 17 de octubre de 1924 - Caracas, 15 de septiembre de 2014) fue un abogado, criminólogo, penitenciarista y profesor universitario venezolano, padre del penitenciarismo venezolano.

## Biografía
En 1949 egresó como profesor de Educación secundaria y normal en el Instituto Pedagógico de Caracas mención Filosofía, Castellano y Literatura, formando parte de la promoción “Juan Vicente González”. Estudió Derecho en la Universidad Central de Venezuela donde se graduó en 1954 como miembro de la promoción “Rafael Pizani” luego realiza su doctorado en DERECHO en la Universidad Central de Venezuela, su tesis se tituló: CRIMINOLOGÍA con especial referencia al medio venezolano y su tutor fue Dr. José Rafael Mendoza, (1974) luego también hizo otro posgrados en Ciencias Penales y Criminológicas en la Universidad Católica Andrés Bello,  posteriormente estudió en la Sorbona de París y en la Universidad Degli Studi di Roma, obteniendo la mención summa cum laude, en la misma especialidad. Fundador  del Instituto Universitario Nacional de Estudios Penitenciarios (IUNEP).
Desde los 20 años se dedicó a la docencia, iniciándose en los institutos educativos caraqueños como el Liceo Santa María, el Colegio Las Acacias, el Santa Cecilia, el Fermín Toro, el Alcázar, el Instituto San Pablo, también Mérida en la Unidad Educativa Libertador para alternar sus estudios de derecho en la Universidad de los Andes. También durante muchos años ejerció la Jefatura del Departamento de Pedagogía del Instituto Pedagógico de Caracas.
En la Universidad Central de Venezuela, de 1958 a 1980 ejerció la cátedra de Derecho Penal Especial, egresó como profesor titular y fue durante casi 20 años su Director de Cultura. Como Criminólogo perteneció a la corriente Crítica, fue promotor de la Defensa Social, heredero del Doctor Tulio Chiossone que fue el promotor de la ley de Régimen Penitenciaria de 1936 vigente hasta 1960.  
En el año 1980 contrajo matrimonio con Berna Páres León, de profesión médico pediatra. En junio del año 1983 tuvo a su única hija, Maia Gómez Velásquez.
El 3 de febrero de 1992 fundó, acompañado de grandes figuras del mundo académico venezolano y otros grandes conocedores del mundo penitenciario, el único instituto universitario de Latinoamérica y de los pocos del mundo en formar a profesionales universitarios en el área del penitenciarismo de naturaleza civil, el Instituto Universitario Nacional de Estudios Penitenciarios (IUNEP) ahora UNES.
Fue fundador del Centro de Estudios Criminológicos y Penales de la Universidad Simón Bolívar, vicepresidente de la Asociación de Escritores de Venezuela. En 1996 obtuvo el Premio de Educador Venezolano del Año, que concede la Fundación Humboldt.
En el año 1999 fue designado miembro de la Asamblea Nacional Constituyente, encargada de la elaboración de la Constitución de la República Bolivariana de Venezuela de 1999. Allí presidió la Comisión de Administración de Justicia además de ser miembro de la Comisión de Emergencia Judicial y posteriormente presidió igualmente la Comisión de Funcionamiento y Reestructuración del Sistema Judicial. Por lo cual 1994 se ha denominado el inicio de la Era penitenciaria episteme moderna: " Grillo", cuya historia aun se escribe con las bases legadas por este doctrinario, Iusfilosofo y Constituyente, en el sistema normativo Venezolano. Luchador inclemente contra los narcotraficante dentro de las cárceles, y los demás vicios por él denunciados constantemente.     
Fue individuo de número de la Academia de la Lengua, autor de muchos libros, columnista del diario Últimas Noticias y del diario El Nacional, donde su columna “Horas de Audiencia” fue una de las más antiguas del periódico.
Falleció el 15 de septiembre de 2014, en su residencia ubicada en la ciudad de Caracas, a los 88 años de edad.

## Obra
- Introducción a la Criminología Edición 1965, ISBN B-243481979
- La Delincuencia en Caracas
- Diario de la Criminología
- Los Delitos y las Penas en los Países Socialistas
- Las Penas y las Cárceles
- Los Delincuentes que yo he Conocido
- Evolución de la Delincuencia en Venezuela
- Filosofía en la Educación
- Prosa de Prisa para Presos 2009 ISBN 978980401050-7
- Prólogo del Libro: "Crisis Penal y Fenómeno Delictivo en Venezuela" del Doctor Hidalgo Antonio Valero Briceno. 1993